# Шмель Черского
Шмель Черского (лат. Bombus czerskii) — вид шмелей. Назван в честь И. Д. Черского.

## Описание
Длина их тела 20 мм. Щёки сильно удлинённые. Передняя часть спинки, щитик и первый тергит брюшка в светло-жёлтых волосках. Второй-пятый тергиты брюшка спереди в жёлтых волосках, их задний край, также как и поперечная перевязь на спинке между основаниями крыльев в чёрных или темно-коричневых волосках.
Зимуют оплодотворённые самки. Семья развивается в одном поколении в течение конца весны и летом.
Имаго и выкармливаемые ими в гнездах личинки питаются пыльцой и нектаром цветущих растений, преимущественно с глубокими венчиками цветков.

## Ареал
Встречается на юге Забайкалья и Приморского края, отмечен на севере Монголии, в Северо-Восточном и Центральном Китае, севере КНДР.

## Замечания по охране
Занесён в Красную книгу России (категория II — сокращающийся в численности вид.)